# Lauri Lassila
Lauri Janne Juhani Lassila (* 12. Oktober 1976 in Helsinki) ist ein ehemaliger finnischer Freestyle-Skier. Er war auf die Buckelpisten-Disziplinen Moguls und Dual Moguls spezialisiert und gewann zwei Medaillen bei Weltmeisterschaften.

## Biografie
Lauri Lassila nahm bereits im Alter von 13 Jahren erstmals an den Internationalen Jugendmeisterschaften am Pyhätunturi teil und belegte im Ballett Rang 13. Bei zwei weiteren Antritten 1994 in Laajavuori und 1995 am Mount Buller gewann er auf der Buckelpiste jeweils eine Medaille. Im Februar 1994 gab er am Hundfjället sein Debüt im Freestyle-Skiing-Weltcup. Ein Jahr später erreichte er bei seinen ersten Weltmeisterschaften in La Clusaz Platz 20. Nachdem er sein erstes Spitzenresultat 1996 als Sechster in Breckenridge erreicht hatte, wurde er bei den Weltmeisterschaften in Iizuna Kōgen Neunzehnter.
Im Dezember 1997 belegte Lassila als Dritter in La Plagne seinen ersten Weltcup-Podestplatz. Mit zwei weiteren Podiumsplatzierungen erreichte er auch in der Moguls-Wertung erstmals Rang drei. Bei seinen ersten und einzigen Olympischen Spielen in Nagano wurde er Fünfter. Seine stärkste Saison hatte er 1998/99, als er sich in der Disziplinenwertung nur seinem Landsmann Janne Lahtela geschlagen geben musste. Bei den Weltmeisterschaften in Meiringen-Hasliberg gewann er sowohl in der Einzeldisziplin (Silber hinter Lahtela) als auch auf den Dual Moguls (Bronze hinter Johann Grégoire und Lahtela) eine Medaille. Nachdem er sich im Folgewinter zum dritten Mal in Serie unter den Top drei der Moguls-Wertung klassiert hatte, konnte er nicht mehr an diese Leistungen anknüpfen. Im Anschluss an die Heimweltmeisterschaften in Ruka beendete er im März 2005 seine aktive Laufbahn.
Lassila absolvierte ein Studium an der Monash University in Melbourne und ist seit dem sportlichen Karriereende als IT-Unternehmer tätig. Seit 2007 ist er mit der australischen Aerials-Spezialistin Lydia Ierodiaconou verheiratet. Das Paar hat zwei Kinder und lebt in Finnland und Australien.

## Erfolge

### Olympische Spiele
- Nagano 1998: 5. Moguls

### Weltmeisterschaften
- La Clusaz 1995: 20. Moguls
- Nagano 1997: 19. Moguls
- Meiringen-Hasliberg 1999: 2. Moguls, 3. Dual Moguls
- Deer Valley 2003: 8. Moguls, 9. Dual Moguls
- Ruka 2005: 9. Dual Moguls, 21. Moguls

### Weltcupwertungen
| Saison  | Gesamt | Gesamt | Moguls | Moguls | Dual Moguls | Dual Moguls |
| Saison  | Platz  | Punkte | Platz  | Punkte | Platz       | Punkte      |
| ------- | ------ | ------ | ------ | ------ | ----------- | ----------- |
| 1994/95 | 68.    | 25     | 28.    | 176    | –           | –           |
| 1995/96 | 68.    | 22     | 24.    | 180    | 37.         | 8           |
| 1996/97 | 51.    | 43     | 17.    | 172    | 30.         | 48          |
| 1997/98 | 15.    | 83     | 3.     | 500    | 13.         | 200         |
| 1998/99 | 5.     | 88     | 2.     | 352    | 18.         | 48          |
| 1999/00 | 7.     | 85     | 3.     | 424    | 7.          | 237         |
| 2001/02 | 47.    | 35     | 24.    | 208    | 13.         | 84          |
| 2002/03 | 48.    | 46     | 19.    | 324    | 10.         | 120         |
| 2003/04 | 86.    | 9      | 23.    | 132    | –           | –           |
| 2004/05 | 62.    | 12     | 20.    | 130    | –           | –           |

### Europacup
- Saison 1996/97: 9. Moguls-Wertung, 10. Dual-Moguls-Wertung
- 6 Podestplätze, davon 4 Siege:

| Datum            | Ort        | Land     | Disziplin   |
| ---------------- | ---------- | -------- | ----------- |
| 22. Februar 1997 | Sollentuna | Schweden | Moguls      |
| 23. Februar 1997 | Sollentuna | Schweden | Moguls      |
| 15. März 1997    | Bruneck    | Italien  | Moguls      |
| 16. März 1997    | Bruneck    | Italien  | Dual Moguls |

### Australia New Zealand Cup
- 7 Podestplätze, davon 4 Siege:

| Datum             | Ort           | Land       | Disziplin |
| ----------------- | ------------- | ---------- | --------- |
| 1. September 1998 | Mount Hotham  | Australien | Moguls    |
| 5. September 1998 | Perisher Blue | Australien | Moguls    |
| 6. September 1998 | Perisher Blue | Australien | Moguls    |
| 28. August 2004   | Mount Buller  | Australien | Moguls    |

### Weitere Erfolge
- Moguls-Gold bei den Internationalen Jugendmeisterschaften 1995
- Moguls-Silber bei den Internationalen Jugendmeisterschaften 1994